# سوني إريكسون M600
سوني إريكسون M600 (بالإنجليزية: Sony Ericsson M600) هو هاتف محمول من سوني موبايل كوميونيكيشنز يعمل بنظام سيمبيان، تم طرحه في الأسواق في الربع الثاني من 2006.

## الخصائص
- نظام التشغيل: سيمبيان
- الكاميرا الخلفية: لا يوجد
- الشاشة: إل سي دي 240×320
- الوزن: 112 غرام
- المعالج: 208 ميجا هرتز
- الذاكرة: 60 ميجابايت